# مسجد يني
مسجد يني أو المسجد الجديد (بالمقدونية: Јени џамија)‏، (بالألبانية: Jeni Xhamia)‏، (بالتركية: Yeni Cami)‏ هو مسجد في بيتولا، مقدونيا الشمالية، بناه قاضي محمود أفندي عام 1558. يشتهر بزخارفه الرائعة. تعتبر الملامح الزخرفية المزججة الموجودة في مسجد يني هي الأمثلة الوحيدة من نوعها في البلاد. يضم هذا المسجد اليوم معرضًا فنيًا. تعني كلمة Yeni «جديد» باللغة التركية.